# ليزلي دي سا
ليزلي دي سا (بالهولندية: Lesley de Sa)‏ (2 أبريل 1993 في هولندا - ) هو لاعب كرة قدم هولندي في مركز جناح ‏. شارك مع منتخب هولندا تحت 17 سنة لكرة القدم ومنتخب هولندا تحت 19 سنة لكرة القدم ومنتخب هولندا تحت 21 سنة لكرة القدم. أما مع النوادي، فقد لعب مع أياكس أمستردام وغو أهد إيغلز وفيلم تو تيلبورغ وشباب أياكس.

## وصلات خارجية
- ليزلي دي سا على موقع الاتحاد الأوربي (الإنجليزية)
- ليزلي دي سا على موقع قاعدة بيانات كرة القدم.إي يو (الإنجليزية)
- ليزلي دي سا على موقع Soccerway.com (الإنجليزية)
- ليزلي دي سا على موقع AS.com (الإسبانية)